# 東仁川駅
座標: 北緯37度28分30.55秒 東経126度37分58.31秒 / 北緯37.4751528度 東経126.6328639度
東仁川駅（トンインチョンえき）は、大韓民国仁川広域市中区仁峴洞にある、韓国鉄道公社（KORAIL）京仁線（首都圏電鉄1号線）の駅。駅番号は「160」。富平方面からの急行電車の運転は当駅までである。

## 歴史
- 1899年9月18日 - 杻峴駅 (축현역)として開業[1][2]。
- 1926年4月25日 - 上仁川駅 (상인천역)へ改称
- 1948年6月1日 - 杻峴駅へ改称。
- 1955年7月1日 - 東仁川駅 (동인천역)へ改称[3]。
- 1974年8月15日 - 首都圏電鉄1号線が開業。
- 2005年12月21日 - 当駅までの複々線が開通。
- 2017年 7月7日 : 京仁線特急の運行を開始。

## 駅構造
島式ホーム2面4線の半高架駅。

### のりば
| 番線 | 路線                         | 種別 | 行先                           |
| ---- | ---------------------------- | ---- | ------------------------------ |
| 1    | 京仁線 · （首都圏電鉄1号線） | 緩行 | 富川・九老・光云大・逍遥山方面 |
| 2    | 京仁線 · （首都圏電鉄1号線） | 急行 | 富川・九老・永登浦・龍山方面   |
| 3    | 京仁線 · （首都圏電鉄1号線） | 急行 | 当駅止まり（下車専用ホーム）   |
| 4    | 京仁線 · （首都圏電鉄1号線） | 緩行 | 仁川行き                       |

## 利用状況
近年の1日平均利用人員推移は下記のとおりである。
| 路線   | 路線     | 2000年 | 2001年 | 2002年 | 2003年 | 2004年 | 2005年 | 2006年 | 2007年 | 2008年 | 2009年 | 出典  |
| ------ | -------- | ------ | ------ | ------ | ------ | ------ | ------ | ------ | ------ | ------ | ------ | ----- |
| 京仁線 | 乗車人員 | 20,942 | 21,695 | 21,851 | 21,983 | 15,571 | 14,884 | 17,263 | 18,795 | 19,479 | 19,603 | [ 4 ] |
| 京仁線 | 降車人員 | 16,755 | 19,103 | 21,972 | 22,307 | 16,011 | 15,212 | 17,676 | 17,946 | 18,249 | 18,238 | [ 4 ] |
| 路線   | 路線     | 2010年 | 2011年 | 2012年 | 2013年 | 2014年 | 2015年 | 2016年 | 2017年 | 2018年 | 2019年 | 出典  |
| 京仁線 | 乗車人員 | 20,783 | 21,235 | 21,072 | 20,859 | 20,976 | 20,520 | 19,356 | 18,444 | 17,577 | 17,254 | [ 4 ] |
| 京仁線 | 降車人員 | 19,454 | 19,814 | 19,680 | 19,515 | 19,624 | 18,986 | 18,181 | 17,605 | 16,823 | 16,522 | [ 4 ] |
| 路線   | 路線     | 2020年 | 2021年 | 2022年 | 2023年 |        |        |        |        |        |        |       |
| 京仁線 | 乗車人員 | 11,836 | 11,847 | 12,836 | 13,923 |        |        |        |        |        |        |       |
| 京仁線 | 降車人員 | 11,353 | 11,361 | 12,362 | 13,314 |        |        |        |        |        |        |       |

## 駅周辺
駅は市街地の中央に位置しており、隣の仁川駅が中華街や月尾島に近いのに対し、実質的に市街地の駅として機能しているのは当駅である。
- 地下商街
- 聖公会内洞聖堂（朝鮮語版）
- 仁川自由公園
- 沓洞聖堂（朝鮮語版）
- 仁一女子高等学校（朝鮮語版）
- 仁聖初等学校（朝鮮語版）
- 仁聖女子中学校（朝鮮語版）
- 仁聖女子高等学校（朝鮮語版）
- 仁川情報産業高等学校（朝鮮語版）
- 仁川広域市学生教育文化会館（朝鮮語版）
- 内里教会
- 水道局山タルトンネ博物館

## 隣の駅
韓国鉄道公社
 京仁線（首都圏電鉄1号線）
特急
朱安駅 (156) - 東仁川駅 (160)
急行　
済物浦駅 (158) - 東仁川駅 (160)
緩行
桃源駅 (159) - 東仁川駅 (160) - 仁川駅 (161)